# Leptoptilos lüi
Leptoptilos lüi is een uitgestorven ooievaarsoort uit het geslacht Leptoptilos waartoe de huidige maraboes behoren. Hij kwam voor in het huidige China tijdens het Midden-Pleistoceen. De soort werd voor het eerst beschreven in 2012.

## Naamgeving en vindplaats
De soortaanduiding lüi is een verwijzing naar Zun-e Lü, archeoloog en professor aan de Universiteit van Peking. Lü en z'n team zijn de ontdekkers van van de Jinniushan-lokaliteit in de Chinese provincie Liaoning waar ook de Jinniushanmens vandaan komt. Naast de Jinniushanmens, bracht de Jinniushan-lokaliteit veel andere fossielen uit het Midden-Pleistoceen voort, waaronder Leptoptilos lüi. De Jinniushan-lokaliteit is circa 260.000 jaar oud.
Op Leptoptilos lüi na, zijn alle huidige en Pleistocene Leptoptilos-soorten geografisch beperkt tot tropische en subtropische zones in Afrika en Azië. Het voorkomen van L. lüi in de noordoostelijke Chinese provincie Liaoning is de eerste vondst van een maraboe op een dergelijke noordelijke breedtegraad.  

## Kenmerken
Leptoptilos lüi was een van de grootste gekende maraboes. Het beschreven materiaal van L. lüi bestaat uit een gedeeltelijke schedel, een opperarmbeen en een vingerkootje. De schedel van L. lüi is een van de weinige fossiele maraboeschedels die bestaan. In het oorspronkelijke onderzoek en beschrijving van de soort suggereren de onderzoekers dat de levenswijze van L. lüi gelijkaardig is aan die van de Afrikaanse maraboe (Leptoptilos crumenifer): L. lüi was hoogstwaarschijnlijk een aaseter met relatief goede vliegcapaciteiten.